# Comité interministériel du handicap
En France, le Comité interministériel du handicap (CIH) est organisé par le décret n° 2009-1367 du 6 novembre 2009. Dirigé par les services du Premier Ministre, le CIH réunit annuellement l’ensemble des membres du Gouvernement.

## Mission
Sa fonction officielle est d'être « chargé de définir, coordonner et évaluer les politiques conduites par l’Etat en direction des personnes handicapées ». Sous la présidence du Premier ministre, chef du gouvernement, le CIH réunit annuellement l’ensemble des membres du Gouvernement,.

## Histoire
La 1re édition du comité interministériel du handicap (CIH) se déroule le 25 septembre 2013. La jeunesse, l’emploi, l’accompagnement médico-social et l’accessibilité ont été les quatre principaux domaines d'actions prioritaires retenus en matière de handicap.
La 2e édition du CIH a été organisée le 25 octobre 2018 autour d'Édouard Philippe, alors premier ministre qui prend la décision de l'organiser une fois par an plutôt que tous les trois ans, alors que celle qui devait être organisée en mai 2018 n'a jamais eu lieu. La 3e édition se déroule le 3 décembre 2019 et la 4e est organisée le 16 novembre 2020 durant la crise sanitaire, liée à l’épidémie de Covid-19.
La 5e édition du CIH se déroule le 5 juillet 2021 et évoque notamment le dossier MDPH et en particulier la Prestation de Compensation du Handicap (PCH). 
La 6e édition se déroule le 3 février 2022 et elle est présidée par Jean Castex, Premier Ministre, et Sophie Cluzel, Secrétaire d’État auprès du Premier ministre chargée des Personnes handicapées. Il en ressort quatre objetifs :
- Objectif 1. Investir sur les jeunes générations en situation de handicap.
- Objectif 2. Simplifier le quotidien et renforcer le pouvoir d’agir des personnes en situation de handicap à travers l’emploi, la politique et l’accessibilité.
- Objectif 3. Accompagner les personnes en situation de handicap sur tous les lieux de vie.
- Objectif 4. Transformer la société à travers une meilleure intégration des personnes en situation de handicap.

La 8e édition, organisée le 20 septembre 2023, est présidée par Élisabeth Borne, alors première ministre, s'est tenue dans les locaux de la SNCF à Saint-Denis, en conclusion des universités d’été du Conseil national consultatif des personnes handicapées (CNCPH).
. Après avoir évoqué les jeux paralympiques de 2024, ce CIH a voulu réaffirmer la volonté du Gouvernement de « bâtir une société pleinement inclusive et d'obtenir des résultats tangibles sur les grandes priorités qui sont : l’accessibilité universelle, l’école et l’université inclusives, le plein-emploi et l’accès aux solutions médico-sociales ». 
La 11e édition du CIH, organisée la  16 mai 2024 et présidé par Gabriel Attal, alors premier ministre met l'accent sur les « 50 000 solutions d'accompagnement pour les personnes en situation de handicap ».
La 12e édition du comité est organisée le 5 mars 2025. De nombreux engagements sont pris au cours de cette réunion dont notamment :
- Un « choc de simplification » dans les maisons départementales des personnes handicapées (MDPH)[12].
- Le parachèvement de la transformation de l’offre médico-sociale
- Le renforcement de la place du médico-social à l'école
- L'ouverture d'un chantier interministériel sur le logement inclusif
- L’identification des situations de handicap

## Composition
Le secrétariat général du comité interministériel du handicap est placé sous l’autorité du Premier ministre, qui en nomme le secrétaire général. en 2025, Céline Poulet occupe cette fonction. Avant sa nomination effective le 24 août 2018, elle occupait le poste de déléguée nationale aux personnes en situation de handicap à la Croix-Rouge française depuis 2015.